# نیروگاه هسته‌ای چشمه
نیروگاه هسته‌ای چشمه (به انگلیسی: Chashma Nuclear Power Plant) یک نیروگاه هسته‌ای در پاکستان است که در ناحیه میانوالی واقع شده‌است.
شرکت ملی هسته‌ای چین تامین کننده راکتور هسته‌ای این نیروگاه بوده است.